# Гордиенко, Вячеслав Митрофанович

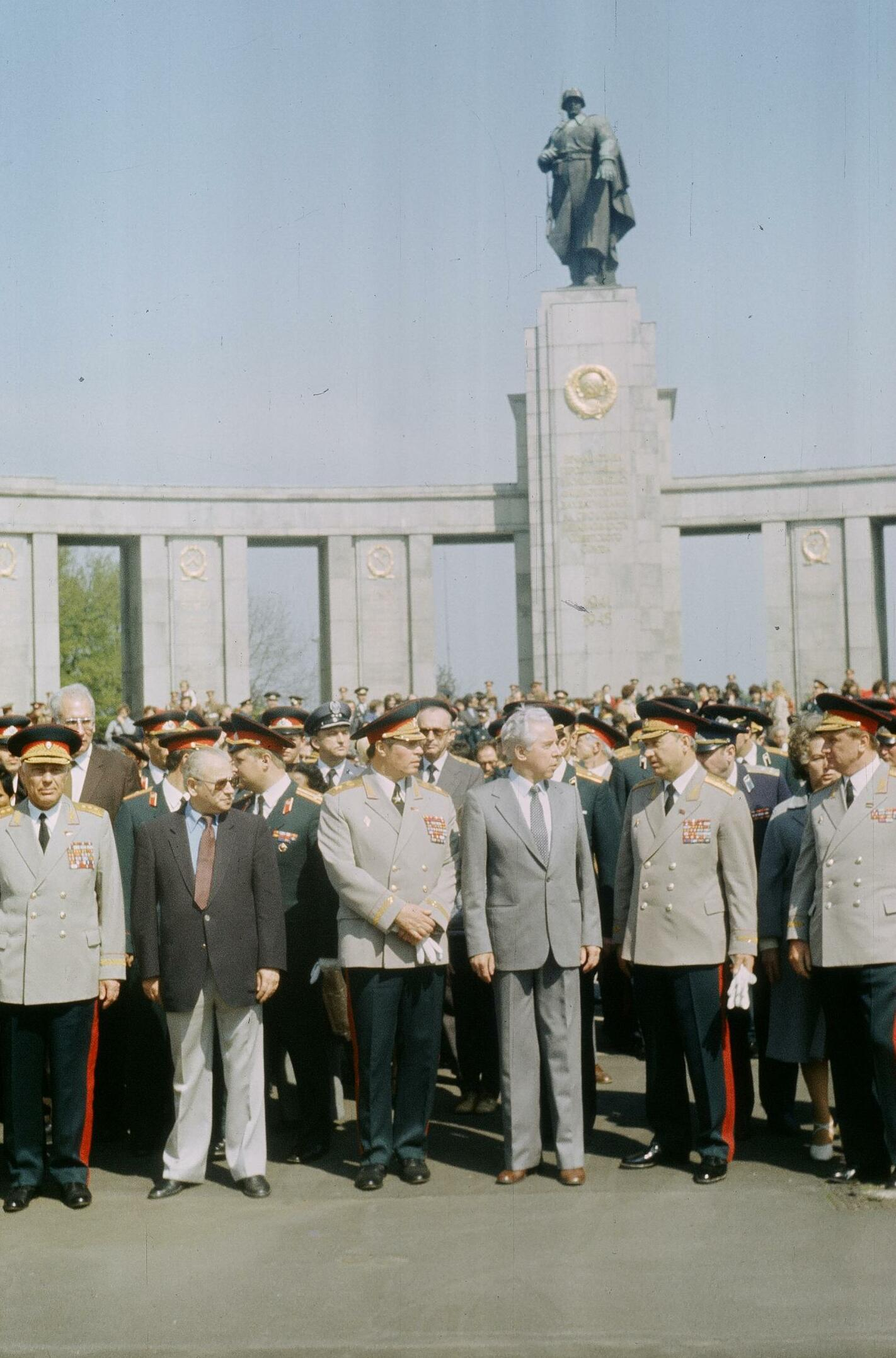
Первый заместитель главкома ГСВГ Гордиенко В. М. (первый справа) у памятника павшим советским воинам в Западном Берлине (Тиргартен). 8 мая 1982 года

Вячеслав Митрофанович Гордиенко (21 сентября 1929, Кривой Рог — 17 сентября 1996, Москва) — советский военачальник, генерал-полковник (1981). Первый заместитель главнокомандующего войсками ГСВГ, начальник Военной академии бронетанковых войск (1987—1991).

## Биография
Родился 21 сентября 1929 года в городе Кривой Рог Криворожского района (ныне в Днепропетровской области) Украинской ССР.
Окончил Ташкентское танковое училище, Военная академия имени М. В. Фрунзе, Военная академия Генерального штаба Вооружённых сил Российской Федерации.

### Служба в армии
В вооружённых силах СССР с 1947 года. После окончания Ташкентского танкового училища назначен командиром танкового взвода. Прошёл все основные должности от командира взвода до командира мотострелковой дивизии.

### На высших командных должностях
15 декабря 1972 года Постановлением Совета Министров СССР присвоено звание генерал-майор.
С июня 1974 года по 1975 год — командующий войсками 38-й общевойсковой армии (Ивано-Франковск). С января 1977 по январь 1979 года — первый заместитель командующего войсками Прибалтийского военного округа.
Январь 1979 — март 1984 года — первый заместитель главнокомандующего Группы советских войск в Германии (генерал-лейтенант, с октября 1981 года — генерал-полковник).
В 1984—1986 годах был главным военным советником. Советские главные военные советники в ранге генералов имелись в тех странах, дружественных СССР, которые стояли на первых рубежах «горячей» борьбы со странами-противниками СССР по «холодной войне»: в Анголе, Афганистане, Вьетнаме, Кубе и Сирии.
В 1987—1991 годах — начальник Военной академии бронетанковых войск. В этот период в Военной академии БТВ по заданию Генерального штаба ВС СССР выполнялась научно-исследовательская работа с целью определения возможности применения роботизированных и дистанционно управляемых танков, для чего на базе серийных танков Т-72 были разработаны танк управления и роботизированный танк. По решению начальника академии генерал-полковника В. М. Гордиенко эти работы возглавляла кафедра «Вооружения и стрельбы» (кафедра № 9).
В 1988 году избирался делегатом от Московской городской партийной делегации на XIX конференцию КПСС.
18 октября 1991 года уволен с военной службы приказом МО СССР № 01245 по статье 59 п. б, с правом ношения формы.
Умер 17 сентября 1996 года в Москве, где и похоронен на Троекуровском кладбище.

## Награды
- Орден Почёта;
- Орден Дружбы;
- Орден Красного Знамени;
- Орден Красной Звезды;
- Орден «За службу Родине в Вооружённых Силах СССР» 3-й степени;
- медали Советского Союза.

### Иностранные государства
- Орден «За заслуги перед Отечеством» в золоте (Германская Демократическая Республика, 01.03.1983)[6];
- Медаль «За укрепление братства по оружию» (Народная Республика Болгария, 1990);
- Медаль «Братство по оружию» (Польская Народная Республика, 1988);
- Медаль «За укрепление дружбы по оружию» в золоте (Чехословацкая Социалистическая Республика, 06.04.1989)[7];
- Медаль «40 лет освобождения ЧССР» (ЧССР, 1985);
- Медаль «30 лет БНА» (Болгария, 14.09.1974)[8];
- Медаль «За укрепление братства по оружию» (Болгария, 28.4.1990)[9];
- Медаль «Братство по оружию» (ГДР) (1.3.1983)[10].